# クロヘミガルス
クロヘミガルス（Diplogale hosei）は、ジャコウネコ科クロヘミガルス属に分類される食肉類。本種のみでクロヘミガルス属を構成する。

## 分布
模式標本の産地（模式産地）はサラワク州。
マレーシア（サバ州、サラワク州）固有種

## 形態
体長47-54cm。尾長28-34cm。顔の触毛は非常に長い。背面は暗褐色、耳介の内側や吻端、腹面は白い。
指趾の間には部分的に水かきがある。

## 分類
以前はタイガーシベット属に含まれていたが、頭骨や門歯、斑紋の有無などの形態から本種のみで独立した属を構成する説が有力。

## 生態
サバ州では標高1,200m以上、サラワク州では標高600mと1,100mにある雲霧林などの水辺に生息する。地表性だが、樹上にも登る。夜行性。
食性は動物食で、胃の内容物から昆虫を食べると考えられている。

## 人間との関係
違法な開発や採掘による生息地の破壊などにより生息数は減少している。生息地の一部はキナバル自然公園やクロッカー山脈国立公園に指定されている。